# Sebastián Simonet
Sebastián Simonet Moldes  (Buenos Aires, 12 mei 1986) is een internationaal tophandballer uit Argentinië. Hij vertegenwoordigde zijn Zuid-Amerikaanse vaderland tweemaal op rij bij de Olympische Zomerspelen, te beginnen in 2012 in Londen. In beide gevallen eindigde hij met de nationale handbalploeg op de tiende plaats.  Hij maakte eveneens deel uit van de Argentijnse handbalselectie die in 2011 de gouden medaille won bij de Pan-Amerikaanse Spelen. In de finale waren Simonet en de zijnen met 26-23 te sterk voor buurland Brazilië. Hij is de oudere broer van collega-handballers Diego en Pablo Simonet. 
1. Schulz ·
2. F. Fernández ·
3. Pizarro ·
4. S. Simonet ·
5. P. Portela ·
8. P. Simonet ·
9. Querín ·
10. Vieyra ·
12. García ·
13. J. Fernández ·
14. Vidal ·
15. Carou ·
18. A. Portela ·
23. Vainstein ·
Coach: Gallardo
1. Schulz ·
2. Fernández ·
3. Pizarro ·
4. S. Simonet ·
5. Portela ·
6. D. Simonet ·
7. Kogovsek ·
8. Cánepa ·
9. Querín ·
10. Vieyra ·
11. Riccobelli ·
12. García ·
15. Carou ·
17. Migueles ·
19. Vázquez ·
Coach: Gallardo